# Liste der Baudenkmäler in Bad Feilnbach

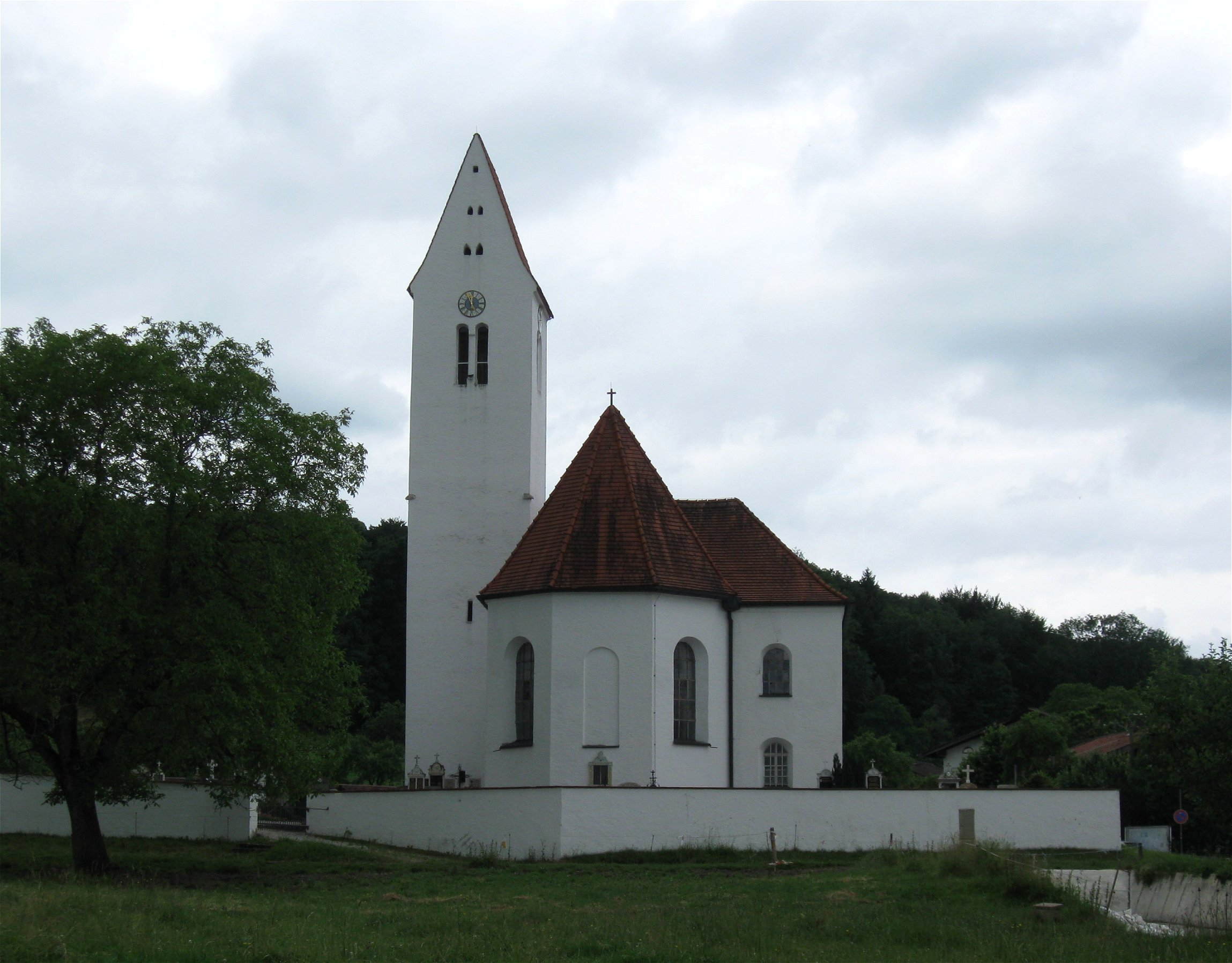
St. Martin in Kematen

Auf dieser Seite sind die Baudenkmäler in der oberbayerischen Gemeinde Bad Feilnbach zusammengestellt. Diese Tabelle ist eine Teilliste der Liste der Baudenkmäler in Bayern. Grundlage ist die Bayerische Denkmalliste, die auf Basis des Bayerischen Denkmalschutzgesetzes vom 1. Oktober 1973 erstmals erstellt wurde und seither durch das Bayerische Landesamt für Denkmalpflege geführt wird. Die folgenden Angaben ersetzen nicht die rechtsverbindliche Auskunft der Denkmalschutzbehörde.

## Ensembles in Bad Feilnbach

### Ortskern Altofing
Aktennummer: E-1-87-129-1

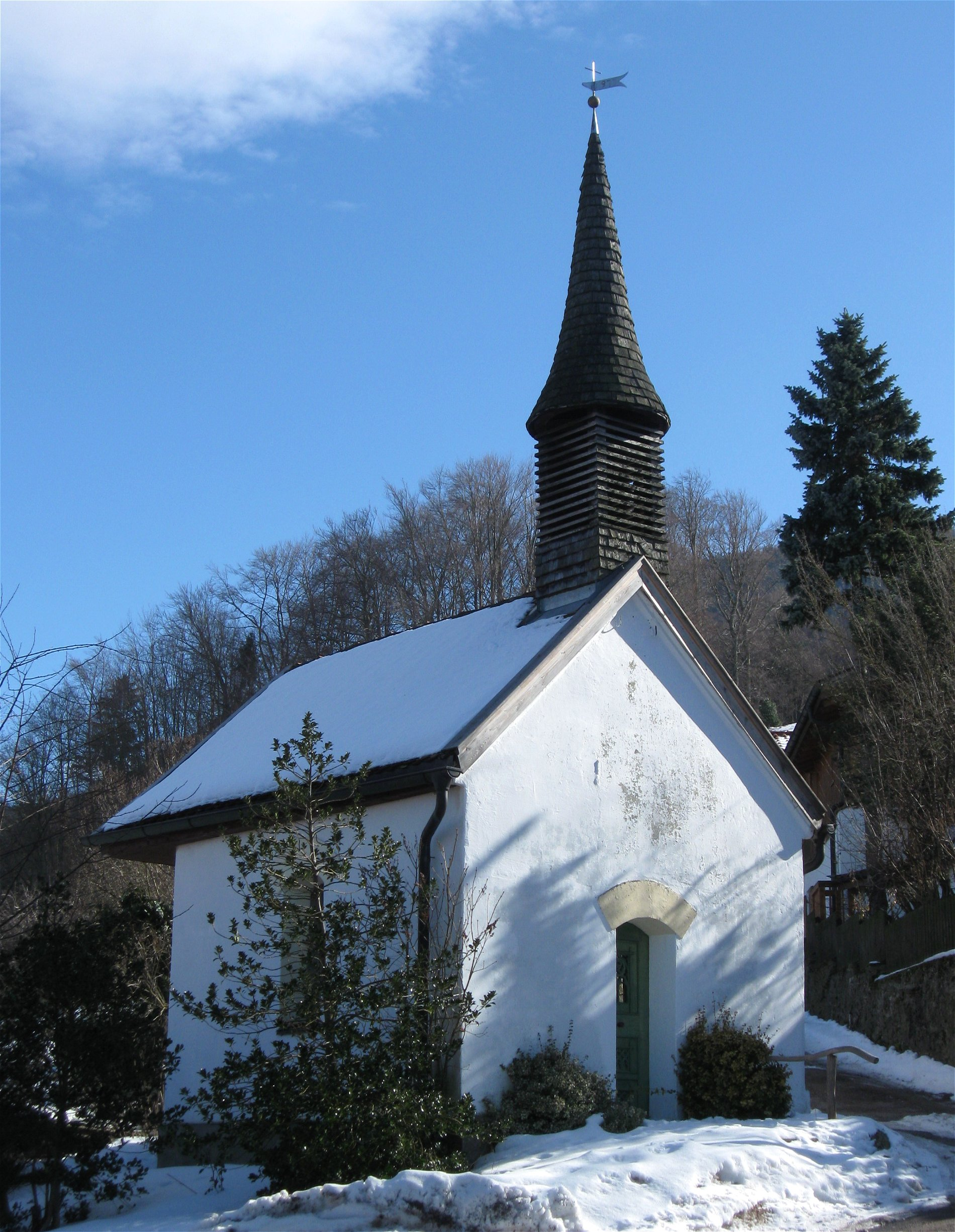
Kapelle in Altofing

Das Ensemble umfasst das kleine, abgeschieden in den nach Norden auslaufenden Wiesenhängen des Wendelsteingebiets liegende Bauerndorf Altofing. Seine Geschichte ist mittelalterlichen Ursprungs. Es besteht aus fünf alten Bauernanwesen und wenigen kleineren Wohnhäusern sowie einer Kapelle. Unter den Einfirsthöfen, die meist nach Osten ausgerichtet sind, zeichnet sich der Moarhof von 1667 durch seine Bauweise und seinen Freskenschmuck besonders aus. Die übrigen Höfe und Häuser, zu denen auch Stadel und Zuhäuser gehören, sind meist im 19./20. Jahrhundert errichtet worden und wahren in der Regel den alpenländischen Charakter des Ortsbildes. Die Anwesen liegen malerisch in Obstgärten eingebettet, das Gebiet um Feilnbach ist altes Obstanbaugebiet. Das reizvolle Ortsbild zog am Anfang des Jahrhunderts mehrfach Künstler an und veranlasste die Maler Hermann Rothenbucher und Franz Berthold-Buchenau, sich in Altofing niederzulassen.

### Ortskern Kutterling
Aktennummer: E-1-87-129-2

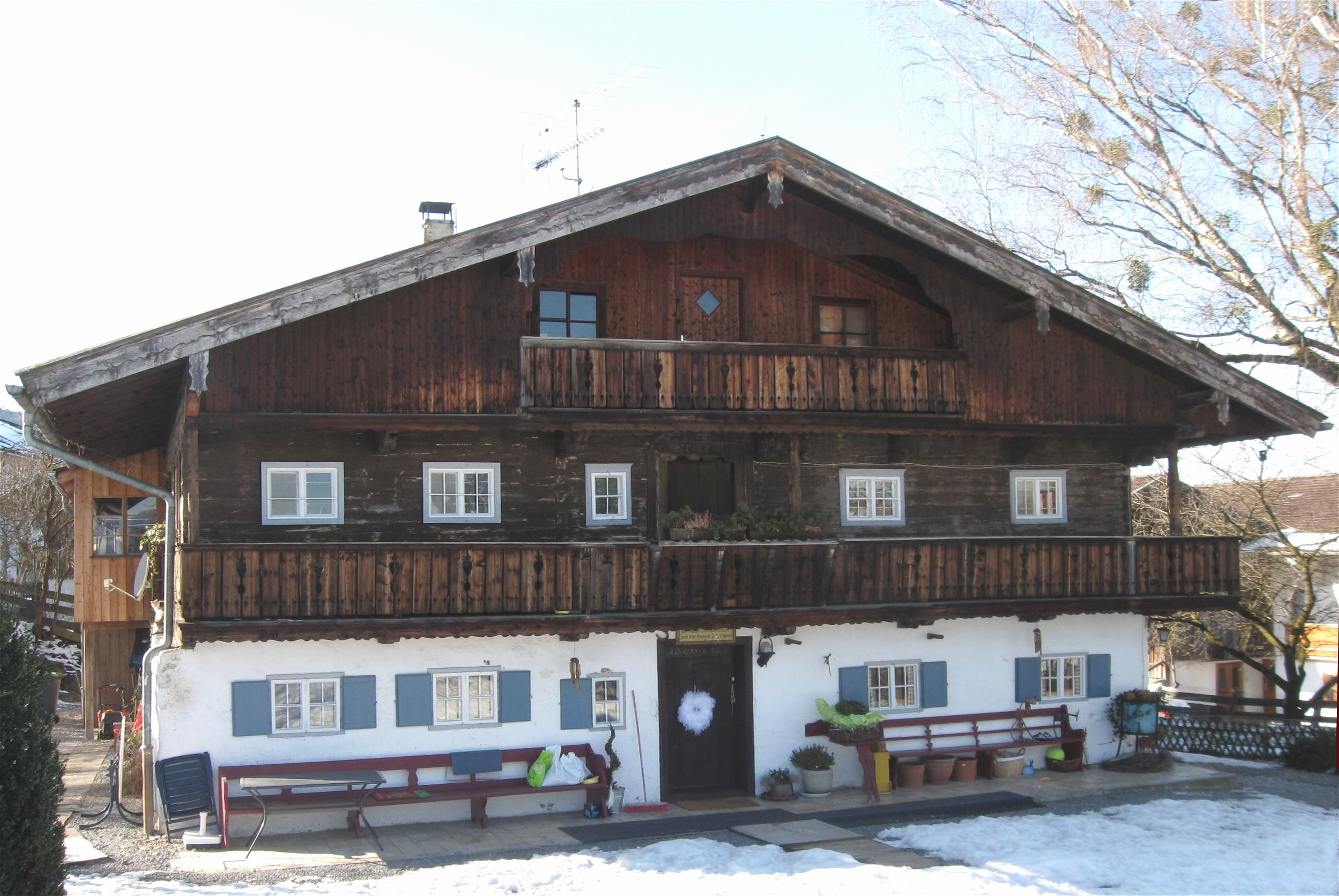
Haus in der Wilhelm-Leibl-Straße, Kutterling

Das Bauerndorf liegt am Hang, südlich über der Aiblinger Hochmoorfläche in ähnlicher malerischer Situation zwischen Obstgärten wie das benachbarte Altofing (siehe dort). Die Dorfsiedlung ist mittelalterlichen Ursprungs, die neun alten Anwesen, locker in Ost-West-Richtung geordnet, sind Einfirstanlagen alpenländischer Art; die unteren Höfe liegen eindrucksvoll hintereinander gestaffelt. Es handelt sich um Höfe des 18. Jahrhunderts mit hölzernen Obergeschossen und um solche des 19. Jahrhunderts mit verputzten Wohnteilen und Balkons. Die oberen kleineren Höfe und ein Wohnhaus-Neubau liegen zu beiden Seiten des Baches. Zu den einzelnen Anwesen gehören Zuhäuser und Stadl.
Das Dorf wurde weltberühmt, als sich die Maler Wilhelm Leibl und Johann Sperl 1892 im Kolberhof in Kutterling niederließen (Nr. 22) und sich vom
malerischen Charakter des Ortes und der Gegend und vom Umgang mit den Einheimischen inspirieren ließen. Im Schneidergütl (Nr. 26) befand sich einige Zeit
Sperls Atelier.

## Baudenkmäler nach Ortsteilen

### Bad Feilnbach
| Lage                             | Objekt                                                                                             | Beschreibung | Akten-Nr.             | Bild           |
| -------------------------------- | -------------------------------------------------------------------------------------------------- | --- | --------------------- | -------------- |
| Ackerpointstraße 24 (Standort)   | Hofkapelle                                                                                         | Verputzter Satteldachbau mit polygonalem Chorabschluss und Dachreiter, bezeichnet mit „1863“; mit Ausstattung | D-1-87-129-1 Wikidata | Hofkapelle     |
| Breitensteinstraße 2 (Standort)  | Wohnteil eines Bauernhauses                                                                        | Zweigeschossiger Flachsatteldachbau, teilweise mit Blockbau-Obergeschoss, umlaufender Laube, Hochlaube sowie Fassadenmalerei, Mitte 18. Jahrhundert, im frühen 20. Jahrhundert umgestaltet                                                      | D-1-87-129-2 Wikidata | weitere Bilder |
| Breitensteinstraße 48 (Standort) | Villenartiges Wohnhaus, sogenanntes Haus Bergschlösschen                                           | Freistehender zweigeschossiger Satteldachbau mit großem geschweiften Zwerchgiebel, Fassade mit Stuckdekor, schmiedeeiserner Balkon, im Zwerchgiebel bezeichnet mit „1905“                                                                       | D-1-87-129-3 Wikidata | weitere Bilder |
| Fulinpachstraße 11 (Standort)    | Evang.-Luth. Kirche Zum Guten Hirten                                                               | Zentralbau über zwölfeckigem Grundriss mit hohem Zeltdach und Sichtbetonportal; westlich anschließend erdgeschossiger Satteldachbau mit Sakristei und Mesnerwohnung, Fassade mit Holzverbretterung, von Franz Lichtblau, 1961; mit Ausstattung. | D-1-87-129-117        | weitere Bilder |
| Kufsteiner Straße 3 (Standort)   | Wohnteil des Bauernhauses                                                                          | Zweigeschossiger Flachsatteldachbau mit Blockbau-Obergeschoss, umlaufender Laube und verbretterter Hochlaube, erste Hälfte 19. Jahrhundert, Dach und Hochlaube um 1900                                                                          | D-1-87-129-4 Wikidata | weitere Bilder |
| Kufsteiner Straße 6 (Standort)   | Wohnteil des Bauernhauses                                                                          | Einfirsthof, zweigeschossiger Putzbau mit vorkragendem Flachsatteldach, Laube und breiter Hochlaube, Haustür bezeichnet mit „1823“ | D-1-87-129-5 Wikidata | weitere Bilder |
| Kufsteiner Straße 10 (Standort)  | Gasthof (sogenannter Alter Wirt)                                                                   | Einfirstanlage, langgestreckter zweigeschossiger Massivbau mit vorkragendem Flachsatteldach, Putzgliederung und Hochlaube, Mitte 19. Jahrhundert                                                                                                | D-1-87-129-6 Wikidata | weitere Bilder |
| Kufsteiner Straße 34 (Standort)  | Wohnhaus                                                                                           | Wohnhaus, eingeschossiger Blockbau auf Natursteinsockel mit hohem auskragendem Dachgeschoss in Holzständerbauweise, Giebellauben, Flachsatteldach und reichem Zierwerk, im alpenländischen Heimatstil, 1921.                                    | D-1-87-129-111        | weitere Bilder |
| Rathausplatz 1 (Standort)        | Kriegerdenkmal, zur Erinnerung an die Gefallenen des Krieges von 1870/71 und des Ersten Weltkriegs | Tuffsteinädikula mit großem Giebelfeld, freistehenden Säulen und Pietà, beidseitig angeschlossen niedrige Mauer mit Gedenktafeln, um 1925 | D-1-87-129-8 Wikidata | weitere Bilder |
| Riesenfeldstraße 4 (Standort)    | Katholische Pfarrkirche                                                                            | Historische Ausstattung des 15. Jahrhunderts; in moderner katholischer Pfarrkirche Herz Jesu | D-1-87-129-7 Wikidata | weitere Bilder |

### Au bei Bad Aibling
| Lage                                        | Objekt                                           | Beschreibung | Akten-Nr.              | Bild                                             |
| ------------------------------------------- | ------------------------------------------------ | --- | ---------------------- | ------------------------------------------------ |
| Achthaler Straße 2 (Standort)               | Bauernhaus                                       | Einfirsthof, zweigeschossiger Massivbau mit vorkragendem Flachsatteldach, Lünettenkniestock, Laube und Hochlaube sowie traufseitiger Laube am Wirtschaftsteil, 1844 | D-1-87-129-16 Wikidata | weitere Bilder                                   |
| Aubachstraße 6 (Standort)                   | Wohnteil eines Bauernhauses                      | Zweigeschossiger Massivbau mit vorkragendem Flachsatteldach, Laube und Wandmalereien, um 1800 | D-1-87-129-17 Wikidata | Wohnteil eines Bauernhauses                      |
| Aubachstraße 10 (Standort)                  | Ehemaliges Benefiziatenhaus                      | Einfirsthof, zweigeschossiger Massivbau mit vorkragendem Flachsatteldach, Fassaden mit Resten von Malereien, 18. Jahrhundert | D-1-87-129-18 Wikidata | Ehemaliges Benefiziatenhaus                      |
| Aubachstraße 14 (Standort)                  | Bauernhaus, Einfirsthof, ehemaliges Baderanwesen | Zweigeschossiger Massivbau mit vorkragendem Flachsatteldach, Putzgliederungen und Marienfigur, 1811 | D-1-87-129-19 Wikidata | Bauernhaus, Einfirsthof, ehemaliges Baderanwesen |
| Dettendorfer Straße 1 (Standort)            | Wohnhaus, ehemaliges Bauernhaus                  | Zweigeschossiger massiver Flachsatteldachbau mit giebelseitiger Hochlaube und traufseitiger Laube sowie zwei Sterntüren, bezeichnet mit „1787“ und „1790“, dreigeschossiger turmartiger Anbau mit Satteldach, Ende 19. Jahrhundert | D-1-87-129-20 Wikidata | weitere Bilder                                   |
| Dorfplatz 5 (Standort)                      | Bauernhaus                                       | Zweigeschossiger Putzbau mit vorkragendem Flachsatteldach, breiter Laube und Hochlaube, erste Hälfte 19. Jahrhundert | D-1-87-129-21 Wikidata | weitere Bilder                                   |
| Gottschallinger Straße 2 (Standort)         | Ehem. Bauernhaus                                 | zweigeschossiger Flachsatteldach mit Laube und Hochlaube, frühes 19. Jh. | D-1-87-129-114         | weitere Bilder                                   |
| Gottschallinger Straße 4 (Standort)         | Bauernhaus                                       | Zweieinhalbgeschossiger Putzbau mit vorkragendem Flachsatteldach, Rundbogenöffnungen, breiter Laube und Hochlaube, Mitte 19. Jahrhundert | D-1-87-129-23 Wikidata | weitere Bilder                                   |
| Hauptstraße 3 (Standort)                    | Pfarrhaus                                        | Zweigeschossiger massiver Walmdachbau mit Kniestock und Segmentbogenfenstern, 1855 | D-1-87-129-24 Wikidata | weitere Bilder                                   |
| Heubergstraße 9 (Standort)                  | Kapelle, sogenannte Taxakapelle                  | Massiver Bau mit Blendbogengliederung und Satteldach, Dachreiter mit Kuppelhaube, 1649–50, barocker Ausbau wohl durch Philipp Millauer, 1748; mit Ausstattung | D-1-87-129-25 Wikidata | weitere Bilder                                   |
| Schmiedgasse 1; Schmiedgasse 1 a (Standort) | Katholische Pfarrkirche St. Martin               | Saalbau mit Steildach, Westturm mit Spitzhelm, barocke Anlage durch Abraham Millauer nach Plänen von Wolfgang Dientzenhofer, 1709, 1739 Spitzhelm; mit Ausstattung Ummauerung des Friedhofes, wohl 18. Jahrhundert Grabmale auf dem Friedhof, von Hardthmuth`sche und Andrelang`sche Grabstätte; schmiedeeiserne Grabkreuze Gasteiger-Altenburger, Resamnn'sche Grabstätte, Schmoderer Grabstätte, 18., 19. und frühes 20. Jahrhundert | D-1-87-129-26 Wikidata | weitere Bilder                                   |
| Schmiedgasse 7 (Standort)                   | Bauernhaus                                       | Wohnteil zweigeschossiger Blockbau mit Flachsatteldach, Laube und verbretterter Hochlaube, um 1536/37 (dendro.dat.). | D-1-87-129-28 Wikidata | weitere Bilder                                   |
| Schulweg 4 (Standort)                       | Kleines Bauernhaus                               | Einfirsthof, zweigeschossiger Flachsatteldachbau mit Putzgliederung, Hochlaube und gemalter Uhr im Giebel, bezeichnet mit „1879“ | D-1-87-129-29 Wikidata | weitere Bilder                                   |

### Brettschleipfen
| Lage                                                      | Objekt                    | Beschreibung | Akten-Nr.              | Bild                |
| --------------------------------------------------------- | ------------------------- | --- | ---------------------- | ------------------- |
| Auer Berg; südlich von Brettschleipfen im Wald (Standort) | Kapelle                   | Kleiner Massivbau mit steilem Satteldach, Spitzbogenfenstern und Putzgliederung, um 1900                             | D-1-87-129-34 Wikidata | weitere Bilder      |
| Auer Berg; südlich von Brettschleipfen im Wald (Standort) | Hölzerner Bildstock       | 19. Jahrhundert, mit barocker Schnitzfigur der Heiligen Maria Magdalena                                              | D-1-87-129-90 Wikidata | Hölzerner Bildstock |
| Brettschleipfen 3 (Standort)                              | Wohnteil des Bauernhauses | Zweigeschossiger massiver Bau mit vorkragendem Flachsatteldach, Laube und Hochlaube, drittes Viertel 19. Jahrhundert | D-1-87-129-33 Wikidata | weitere Bilder      |

### Derndorf
| Lage                           | Objekt                                       | Beschreibung | Akten-Nr.              | Bild           |
| ------------------------------ | -------------------------------------------- | --- | ---------------------- | -------------- |
| Aiblinger Straße 83 (Standort) | Bauernhaus, Einfirsthof, ehemaliges Zollhaus | Zweigeschossiger Satteldachbau mit Blockbau-Obergeschoss und Laube, an der Traufseite bezeichnet mit 1617, Erdgeschoss im 19. Jahrhundert ausgemauert | D-1-87-129-36 Wikidata | weitere Bilder |
| Farrenpointstraße 1 (Standort) | Bauernhaus                                   | Einfirsthof, zweigeschossiger Flachsatteldachbau mit Lünettenkniestock und Putzrustizierung, Hochlaube und Sterntür, über der Tür bezeichnet mit „1851“ | D-1-87-129-37 Wikidata | Bauernhaus     |
| Farrenpointstraße 2 (Standort) | Bauernhaus                                   | Einfirsthof, zweigeschossiger Flachsatteldachbau mit Lünettenkniestock, Putzgliederung, Laube und Hochlaube, Firstpfette bezeichnet mit „1853“ | D-1-87-129-38 Wikidata | weitere Bilder |
| Farrenpointstraße 6 (Standort) | Bauernhaus                                   | Einfirsthof, sog. Kasthuber, zweigeschossiger und breitgelagerter Flachsatteldachbau mit verbrettertem Kniestock und Giebel, Laube und breiter Hochlaube mit Drachenkopfdekor, Türstock bez. 1803, im Kern älter; zugehöriges Nebengebäude (Nr. 3), zweigeschossiger Satteldachbau, hohes holzverschaltes Speichergeschoss mit giebelseitigen Lichtöffnungen, Firstpfette bez. 1837. | D-1-87-129-39 Wikidata | weitere Bilder |
| Kohlstattweg 19 (Standort)     | Bauernhaus                                   | Einfirsthof, Wohnteil zweigeschossig mit vorkragendem Flachsatteldach, verbrettertem Giebelfeld und Kniestock, Laube, Hochlaube und Sterntür, Firstpfette bezeichnet mit „1788“ | D-1-87-129-40 Wikidata | weitere Bilder |
| Kohlstattweg 21 (Standort)     | Bauernhaus                                   | Einfirsthof, zweieinhalbgeschossiger Flachsatteldachbau mit Laube, Hochlaube und Wandmalerei im Giebelfeld, Türstock bezeichnet mit „1804“ | D-1-87-129-41 Wikidata | weitere Bilder |

### Dettendorf
| Lage                               | Objekt                                 | Beschreibung | Akten-Nr.              | Bild           |
| ---------------------------------- | -------------------------------------- | --- | ---------------------- | -------------- |
| Irschenberger Straße 7 (Standort)  | Katholische Filialkirche St. Korbinian | Saalbau mit Satteldach, Nordturm mit Kuppelhaube, barocke Anlage von Hans Mayr dem Älteren, 1669, ausgebaut 1735 und 1790; mit Ausstattung Friedhofsmauer, 18. Jahrhundert                                                                     | D-1-87-129-42 Wikidata | weitere Bilder |
| Irschenberger Straße 8 (Standort)  | Bauernhaus                             | Einfirsthof, zweigeschossiger Flachsatteldachbau mit Hochlaube, Firstbalken bezeichnet mit „1750“ | D-1-87-129-46 Wikidata | weitere Bilder |
| Irschenberger Straße 14 (Standort) | Wohnteil des Bauernhauses              | Einfirsthof, zweigeschossiger Putzbau mit vorkragendem Flachsatteldach, Rundbogenöffnungen, Zwerchhaus, traufseitiger und giebelseitiger geschwungener Laube sowie Hochlaube, ca. 1840–60                                                      | D-1-87-129-45 Wikidata | weitere Bilder |
| Kirchgasse 2 (Standort)            | Bauernhaus                             | Zweigeschossiger verputzter Flachsatteldachbau, zweite Hälfte 18. Jahrhundert | D-1-87-129-47 Wikidata | weitere Bilder |
| Langerberg 3 (Standort)            | Bauernhaus                             | Einfirsthof, Wohnteil zweigeschossig mit Blockbau-Obergeschoss, vorkragendem Flachsatteldach und Laube, eingezogene Laube an der Ostseite, Wirtschaftsteil mit Bundwerk an der Ostseite, Firstbalken bezeichnet mit „1852“, im Kern wohl älter | D-1-87-129-48 Wikidata | weitere Bilder |
| Römerring 6 (Standort)             | Bauernhaus                             | Zweigeschossig mit vorkragendem Flachsatteldach, Blockbau-Obergeschoss, Laube und breiter Hochlaube, zweite Hälfte 18. Jahrhundert | D-1-87-129-43 Wikidata | weitere Bilder |

### Kutterling
| Lage                               | Objekt                                                                                       | Beschreibung | Akten-Nr.              | Bild           |
| ---------------------------------- | -------------------------------------------------------------------------------------------- | --- | ---------------------- | -------------- |
| Wilhelm-Leibl-Straße 5 (Standort)  | Ehemaliges Bauernhaus                                                                        | Zweigeschossiger Satteldachbau mit Blockbauobergeschoss, Laube, Hochlaube und traufseitiger kleiner Laube, 18. Jahrhundert                                                       | D-1-87-129-60 Wikidata | weitere Bilder |
| Wilhelm-Leibl-Straße 21 (Standort) | Bauernhaus, Einfirsthof, sogenanntes Bauernhaus Zum Hansen                                   | Zweigeschossiger Flachsatteldachbau mit Putzgliederung, Laube und Hochlaube, Kniestock mit Rundbogenöffnungen, Heiligenfigur im Giebelfeld, an Firstpfette bezeichnet mit „1852“ | D-1-87-129-62 Wikidata | weitere Bilder |
| Wilhelm-Leibl-Straße 22 (Standort) | Ehemaliges Bauernhaus zum Kolb, von 1892 bis 1900 Atelier von Wilhelm Leibl und Johann Sperl | Zweigeschossiger Flachsatteldachbau mit Blockbau-Obergeschoss, umlaufender Laube und Hochlaube; 1731                                                                             | D-1-87-129-63 Wikidata | weitere Bilder |
| Wilhelm-Leibl-Straße 23 (Standort) | Wohnteil des Bauernhauses zum Walch                                                          | Zweigeschossiger massiver Flachsatteldachbau mit Lünettenkniestock, Laube und Hochlaube und hölzerner Vortreppe, Malereien erneuert, 1822                                        | D-1-87-129-64 Wikidata | weitere Bilder |
| Wilhelm-Leibl-Straße 26 (Standort) | Wohnteil des Bauernhauses, sogenanntes Schneidergütl, um 1900 Atelier von Johann Sperl       | Zweigeschossiger Blockbau mit Flachsatteldach, erdgeschossige Stube gemauert, mit Laube und verbretterter Hochlaube, 1. Hälfte 18. Jahrhundert                                   | D-1-87-129-65 Wikidata | weitere Bilder |

### Lippertskirchen
| Lage                          | Objekt                                                      | Beschreibung | Akten-Nr.              | Bild           |
| ----------------------------- | ----------------------------------------------------------- | --- | ---------------------- | -------------- |
| Lippertskirchen 12 (Standort) | Bauernhaus                                                  | Einfirsthof, zweigeschossiger Flachsatteldachbau mit Blockbauobergeschoss, Laube und Hochlaube, 17. Jahrhundert                                                                   | D-1-87-129-68 Wikidata | Bauernhaus     |
| Lippertskirchen 19 (Standort) | Bauernhaus in Hanglage                                      | Einfirstanlage, zweigeschossiger Satteldachbau über hohem Sockel mit Blockbauobergeschoss, Laube und Hochlaube, zweite Hälfte 18. Jahrhundert                                     | D-1-87-129-69 Wikidata | weitere Bilder |
| Lippertskirchen 21 (Standort) | Katholische Filialkirche Mariä Himmelfahrt                  | Saalbau mit einseitig abgewalmten Satteldach und südlichem Turm mit Steildach, im Kern 15. Jahrhundert, spätbarocker Ausbau durch Franz Anton Kirchgrabner, 1788; mit Ausstattung | D-1-87-129-67 Wikidata | weitere Bilder |
| Lippertskirchen 24 (Standort) | Kleines Wohnhaus in Hanglage, Rest des ehemaligen Schlosses | Schmaler zweigeschossiger Bruchsteinbau mit Satteldach, Segmentbogenfenster, Laube und Hochlaube, im Kern 16./17. Jahrhundert, Lauben zweite Hälfte 19. Jahrhundert               | D-1-87-129-70 Wikidata | weitere Bilder |

### Litzldorf
| Lage                                                                                | Objekt                                           | Beschreibung | Akten-Nr.              | Bild           |
| ----------------------------------------------------------------------------------- | ------------------------------------------------ | --- | ---------------------- | -------------- |
| Aiblinger Straße 29 (Standort)                                                      | Katholische Pfarrkirche St. Michael              | Barocker Saalbau mit Satteldach, Südturm mit Kuppelhaube, von Abraham Millauer, 1708; mit Ausstattung Friedhofsmauer | D-1-87-129-71 Wikidata | weitere Bilder |
| Aiblinger Straße 31 (Standort)                                                      | Bauernhaus                                       | Einfirsthof, zweigeschossiger Satteldachbau mit umlaufender Laube und verbrettertem Giebel, 1822 | D-1-87-129-72 Wikidata | weitere Bilder |
| Am Bach 8 (Standort)                                                                | Beim Schreiner                                   | ehemaliges Bauernhaus und Kistleranwesen, sog. Beim Schreiner, Einfirstanlage mit Mittertenne, zweigeschossiger Satteldachbau mit traufseitiger Laube, 2. Hälfte 19. Jh., im Kern älter, verbretterter Kniestock und Giebellaube, 1926 | D-1-87-129-115         | weitere Bilder |
| Kapellenweg 20; Nähe Schwarzlackstraße, östlich am Weg nach Unterulpoint (Standort) | Lourdeskapelle                                   | Satteldachbau aus Ziegelsteinen mit Fassadengliederung, 1886 | D-1-87-129-76 Wikidata | weitere Bilder |
| Litzldorfer Tal; südlich des Ortes im Litzeldorfer Bachtal, im Wald (Standort)      | Kalkofen                                         | In drei Stufen übereinandergestaffelter Bruch- und Ziegelsteinbau, mit zwei Schloten, 1894 | D-1-87-129-75 Wikidata | weitere Bilder |
| Sulzbergstraße 7 (Standort)                                                         | Bauernhaus                                       | Zweigeschossiger Flachsatteldachbau mit verbrettertem Giebel, Laube, Hochlaube und Sterntür; zweite Hälfte 18. Jahrhundert, Ende 19. Jahrhundert Firstdrehung                                                                          | D-1-87-129-74 Wikidata | weitere Bilder |
| Sulzbergstraße 22 (Standort)                                                        | Ehemaliges Bauernhaus der Säge, sog. Staumanhaus | Einfirstanlage, zweigeschossiger Satteldachbau mit traufseitiger Laube, teils Blockbau, bez. 1832, im Kern älter. | D-1-87-129-116         | weitere Bilder |

## Weitere Ortsteile
| Lage                                                                            | Objekt                                             | Beschreibung | Akten-Nr.              | Bild                                              |
| ------------------------------------------------------------------------------- | -------------------------------------------------- | --- | ---------------------- | ------------------------------------------------- |
| Achthal Achthal 1 (Standort)                                                    | Wohnteil eines Bauernhauses                        | Zweigeschossiger massiver Flachsatteldachbau, mit Laube und Hochlaube, am Türstock bezeichnet mit „1792“ | D-1-87-129-9 Wikidata  | weitere Bilder                                    |
| Aich Aich 1 (Standort)                                                          | Wohnteil eines ehemaligen Bauernhauses             | Zweigeschossiger massiver Flachsatteldachbau mit Laube, Hochlaube und Fassadenmalerei, 18. Jahrhundert | D-1-87-129-10 Wikidata | BW                                                |
| Altenburg Nähe Altenburg (Standort)                                             | Heiligenfigur                                      | Heiliger Florian, 18. Jahrhundert, in modernem Bildstock | D-1-87-129-12 Wikidata | Heiligenfigur                                     |
| Altenburg Nähe Altenburg (Standort)                                             | Kapelle, sogenannte Rastkapelle                    | Satteldachbau mit Dachreiter und niedrigem Vorbau, 1844–45; mit Ausstattung | D-1-87-129-11 Wikidata | weitere Bilder                                    |
| Altofing Malerwinkelweg 21 (Standort)                                           | Kapelle                                            | Massivbau mit halbrundem Chorabschluss, Satteldach und westlichem Dachreiter, 19. Jahrhundert; mit Ausstattung | D-1-87-129-13 Wikidata | weitere Bilder                                    |
| Altofing Malerwinkelweg 22 (Standort)                                           | Bauernhaus, Einfirsthof, sogenannter Moarhof       | Zweigeschossiger Flachsatteldachbau mit verputztem Blockbauobergeschoss, Laube und verbretterter Hochlaube; modern bezeichnet mit „1667“ | D-1-87-129-14 Wikidata | weitere Bilder                                    |
| Bichl Bichl 10 (Standort)                                                       | Wohnteil eines Bauernhauses, sogenannter Engelhof  | Zweigeschossiger Flachsatteldachbau mit teilweise Blockbau-Obergeschoss und umlaufender Laube, Blockbau 17. Jahrhundert, Erdgeschoss bezeichnet mit „1788“ | D-1-87-129-30 Wikidata | Wohnteil eines Bauernhauses, sogenannter Engelhof |
| Bichl Bichl 16 (Standort)                                                       | Wohnteil des Bauernhauses                          | Zweigeschossiger massiver Flachsatteldachbau mit Blockbau-Obergeschoss, umlaufender Laube sowie verbretterter Hochlaube, 17. Jahrhundert | D-1-87-129-31 Wikidata | Wohnteil des Bauernhauses                         |
| Eulenau Eulenau 1 (Standort)                                                    | Gutshof                                            | sog. Gut Eulenau, langgestreckte Einfirstanlage, Wohnteil zweigeschossiger Flachsatteldachbau mit befenstertem Kniestock, segmentbogigen Fenstern und Putzgliederung, 1868, im Kern älter, Wirtschaftsteil auf L-förmigem Grundriss, mit Böhmischen Gewölben, holzverschalte Tenne mit Hochfahrt, nach Brand um 1900 neu errichtet; Hofkapelle, neugotischer Backsteinbau mit Treppengiebel, bez. 1868; mit Ausstattung (Zustand Februar 2022: Hofkapelle weitgehend ohne Inneneinrichtung) | D-1-87-129-113         | weitere Bilder                                    |
| Eulenthal Eulenthal 14 (Standort)                                               | Wohnteil des Bauernhauses                          | Zweigeschossiger Flachsatteldachbau mit Blockbau-Obergeschoss, Laube und verbretterter Hochlaube, zweite Hälfte 18. Jahrhundert | D-1-87-129-49 Wikidata | Wohnteil des Bauernhauses                         |
| Forsting Forsting 1 (Standort)                                                  | Bauernhaus                                         | Zweigeschossig mit vorkragendem Flachsatteldach, traufseitigen runden Blendfenstern unter dem Dach, Laube und Hochlaube, Eckquaderung und aufgemalte Putzrahmung um die Fenster sowie biedermeierlicher Tür, an Türsturz bezeichnet mit „1806“ | D-1-87-129-50 Wikidata | Bauernhaus                                        |
| Gottschalling Gottschalling 4 (Standort)                                        | Wohnteil des Bauernhauses                          | Zweigeschossiger Bau mit vorkragendem Flachsatteldach, verputztem Blockbau-Obergeschoss, umlaufender Laube und Hochlaube, traufseitig über der Laubentür bezeichnet mit „1797“ | D-1-87-129-51 Wikidata | weitere Bilder                                    |
| Gundelsberg Gundelsberger Straße 2 (Standort)                                   | Hofkapelle                                         | Barocker Bau mit Satteldach, halbrundem Chorabschluss, Rundbogenfenstern und Putzgliederung, um 1760, Spitzturm Ende 19. Jahrhundert; mit Ausstattung | D-1-87-129-52 Wikidata | weitere Bilder                                    |
| Gunzlloh Gunzlloh 1; Nähe Gunzlloh (Standort)                                   | Wohnteil des Bauernhauses                          | Zweigeschossiger Bau mit vorkragendem Flachsatteldach, Blockbau-Obergeschoss, umlaufender Laube und verbretterter Hochlaube, 17./18. Jahrhundert Getreidekasten, Blockbau, 17./18. Jahrhundert | D-1-87-129-53 Wikidata | weitere Bilder                                    |
| Hummelhausen Hummelhausen 2 (Standort)                                          | Wohnteil des Bauernhauses                          | Zweigeschossiger Bau mit vorkragendem Flachsatteldach, Blockbau-Obergeschoss, umlaufender Laube und verbretterter Hochlaube, 17. Jahrhundert | D-1-87-129-54 Wikidata | weitere Bilder                                    |
| Kematen In Kematen (Standort)                                                   | Katholische Filialkirche St. Martin                | Saalbau mit Steildach, südwestlichem Sattelturm und Rundbogenfenstern, barocke Anlage, im Kern mittelalterlich, 1765 und 1814; mit Ausstattung Friedhofsmauer, 18., 19. Jahrhundert; schmiedeeiserne Grabkreuze, 19. Jahrhundert | D-1-87-129-55 Wikidata | weitere Bilder                                    |
| Kogl Kogl 1 (Standort)                                                          | Dreiseitanlage mit zwei Bauernhäusern              | Zweigeschossiges Wohnstallhaus mit Blockbau-Obergeschoss, Flachsatteldach, Laube und verbretterter Hochlaube, 1767, zweigeschossiger Putzbau mit Flachsatteldach, Laube und verbretterter Hochlaube, 19. Jahrhundert, 1933 | D-1-87-129-56 Wikidata | weitere Bilder                                    |
| Kronwitt Münchner Straße 17 (Standort)                                          | Bauernhaus                                         | Einfirsthof, zweigeschossiger Putzbau mit umlaufender Laube, verbretterter Hochlaube und Sterntür, am Wirtschaftsteil Bundwerk, 18. Jahrhundert | D-1-87-129-57 Wikidata | weitere Bilder                                    |
| Kronwitt Münchner Straße 21 (Standort)                                          | Gasthaus, sogenannter Kistlerwirt                  | Zweigeschossiger Putzbau mit Flachsatteldach, verbrettertem Giebel, schmaler Laube und breiter Hochlaube, Kruzifix im Giebelfeld, an der Fassade modern bezeichnet mit „1829“ | D-1-87-129-58 Wikidata | Gasthaus, sogenannter Kistlerwirt                 |
| Lengendorf Lengendorf 6 (Standort)                                              | Bauernhaus                                         | Einfirsthof, zweigeschossiger Flachsatteldachbau mit Laube und Hochlaube, Türstock bezeichnet mit „1821“ | D-1-87-129-66 Wikidata | weitere Bilder                                    |
| Oberpremrain Oberpremrain 1 (Standort)                                          | Bauernhaus                                         | Einfirsthof, zweigeschossiger Flachsatteldachbau mit Ochsenaugenöffnungen, Laube und Giebelbalkon, Fassade mit Eckpilastern, 1821 | D-1-87-129-77 Wikidata | weitere Bilder                                    |
| Obersteinach Wendelsteinstraße 54 (Standort)                                    | Wohnhaus der Sägemühle                             | Dreigeschossiger Flachsatteldachbau mit Rundöffnungen unter dem Giebel, Putzgliederungen, Laube und Hochlaube, Mitte 19. Jahrhundert, im Kern älter | D-1-87-129-78 Wikidata | weitere Bilder                                    |
| Paulreuth Paulreuth 1 (Standort)                                                | Bauernhaus                                         | Einfirsthof, zweigeschossiger Flachsatteldachbau mit umlaufender Laube und Hochlaube, erneuerte Fassadenmalerei, an der Fassade bezeichnet mit „1778“ | D-1-87-129-79 Wikidata | weitere Bilder                                    |
| Sonnenham (Standort)                                                            | Lourdeskapelle                                     | Massivbau mit Satteldach, östlichem Dachreiter und Putzgliederungen, 1888; mit Ausstattung | D-1-87-129-80 Wikidata | Lourdeskapelle                                    |
| Steinwies Flur Weihermann (Standort)                                            | Kapelle, sogenannte Steinwieskapelle               | Kleiner massiver Satteldachbau, Ende 19. Jahrhundert | D-1-87-129-81 Wikidata | weitere Bilder                                    |
| Thalham Achthaler Straße 41; Achthaler Straße 41 a (Standort)                   | Mühle                                              | Zweigeschossiger Bau mit einseitig abgeschlepptem Satteldach mit Kniestock, verbrettertem Zwerchhaus, Hochlaube und traufseitiger Laube, Fassadenmalerei erneuert, Anfang 19. Jahrhundert | D-1-87-129-83 Wikidata | weitere Bilder                                    |
| Unterpremrain Flur Unterpremrain; nördlich des Hofes Unterpremrain 1 (Standort) | Brechelbad                                         | Brechelbad, erdgeschossiger Satteldachbau aus Tuff- und Bruchsteinen und Tonnengewölben im Innern, mit hölzernem Vorbau, erste Hälfte 19. Jahrhundert | D-1-87-129-91 Wikidata | Brechelbad                                        |
| Unterpremrain Unterpremrain 1 (Standort)                                        | Bauernhaus                                         | Einfirsthof, zweigeschossiger Flachsatteldachbau mit Kniestock, aus unverputztem Tuffquadern, Laube und Hochlaube, am Wirtschaftsteil Bundwerk, 1817 | D-1-87-129-84 Wikidata | weitere Bilder                                    |
| Wiechs Laurenziweg 6 (Standort)                                                 | Katholische Filialkirche St. Laurentius und Sixtus | Saalbau mit westlichem Dachreiterturm mit Kuppelhaube, im Kern spätgotisch, barocker Ausbau durch Johann Thaler, 1754–58; mit Ausstattung (Geschütztes Kulturgut) | D-1-87-129-85 Wikidata | weitere Bilder                                    |
| Wilharting Wilharting 2 (Standort)                                              | Bauernhaus                                         | Einfirsthof, zweigeschossiger Flachsatteldachbau mit teils zurückspringender Giebelfassade und umlaufender Laube, an der Süd- und Ostseite Rokokofresken, angeblich von Johann Beham, 1780, 19. Jahrhundert Ausbau | D-1-87-129-88 Wikidata | Bauernhaus                                        |

## Almen
| Lage                                        | Objekt                    | Beschreibung | Akten-Nr.              | Bild           |
| ------------------------------------------- | ------------------------- | --- | ---------------------- | -------------- |
| Hannsen-Alm; auf dem Farrenpoint (Standort) | Alm, sogenannte Hansenalm | Erdgeschossiger Massivbau mit Satteldach, Laube und verbrettertem Giebel, 18./19. Jahrhundert                       | D-1-87-129-94 Wikidata | BW             |
| Nähe Hannsen-Alm (Standort)                 | Kapelle                   | Kleiner Satteldachbau, letztes Viertel 19. Jahrhundert; bei der Hannsenalm                                          | D-1-87-129-95 Wikidata | BW             |
| Huberalm; auf dem Farrenpoint (Standort)    | Alm, sogenannte Huberalm  | Erdgeschossiger Blockbau mit Flachsatteldach, 18./19. Jahrhundert                                                   | D-1-87-129-93 Wikidata | weitere Bilder |
| Walchalm; auf dem Farrenpoint (Standort)    | Alm, sogenannte Walchalm  | Erdgeschossiger Flachsatteldachbau aus verputztem Bruchsteinmauerwerk mit verbrettertem Giebel, 18./19. Jahrhundert | D-1-87-129-96 Wikidata | BW             |

## Ehemalige Baudenkmäler
In diesem Abschnitt sind Objekte aufgeführt, die früher einmal in der Denkmalliste eingetragen waren, jetzt aber nicht mehr. Objekte, die in anderem Zusammenhang – also z. B. als Teil eines Baudenkmals – weiter eingetragen sind, sollen hier nicht aufgeführt werden. Aktennummern in diesem Abschnitt sind ehemalige, jetzt nicht mehr gültige Aktennummern.

| Lage                                         | Objekt                    | Beschreibung | Akten-Nr.              | Bild             |
| -------------------------------------------- | ------------------------- | --- | ---------------------- | ---------------- |
| Brettschleipfen Brettschleipfen 2 (Standort) | Wohnteil des Bauernhauses | Einfirsthof, zweigeschossiger Putzbau mit vorkragendem Flachsatteldach und Rundbogenöffnungen, Inschrifttafel über der Tür bezeichnet mit „1849“ | D-1-87-129-32 Wikidata | BW               |
| Au Gottschallinger Straße 1 (Standort)       | Wohnhaus                  | Dreigeschossiger Putzbau mit vorkragendem Flachsatteldach, Laube und Hochlaube, erste Hälfte 19. Jahrhundert                                     | D-1-87-129-22 Wikidata | weitere Bilder   |
| Dettendorf Römerring 2 (Standort)            | Gottvater-Relief          | Wohl 18. Jahrhundert | D-1-87-129-44 Wikidata | Gottvater-Relief |